# Jeanne Ashworth
Jeanne Chesley Ashworth (Burlington, 1º luglio 1938 – Wilmington, 4 ottobre 2018) è stata una pattinatrice di velocità su ghiaccio statunitense.

## Palmarès

### Olimpiadi invernali
- Bronzo a Squaw Valley 1960 nei 500 metri.